# ادیب زارعی
ادیب زارعی (زادهٔ ۲۷ فروردین ۱۳۸۲) بازیکن فوتبال اهل ایران است، که در پست دروازه‌بان برای باشگاه تراکتور  تبریز  در لیگ برتر خلیج فارس بازی می‌کند.

## زندگی ورزشی

### تراکتور
زارعی در تیرماه ۱۴۰۲، او به باشگاه تراکتور پیوست و با شماره ۴۹ برای این تیم به میدان رفت.

### فولاد
در مرداد ۱۴۰۳، زارعی با قراردادی یک‌ساله به تیم فولاد خوزستان ملحق شد.
درخلال بازی جام حذفی جایی که بازی فولاد میزبان فولاد هرمزگان بود پس از تساوی دوتیم در وقت قانونی و وقت اضافه در ضربات پنالتی ادیب زارع با مهار پنج ضربه پنالتی تبدیل به پدیده تیم فولاد خوزستان شد.

### بازی ملی
ادیب زارع سابقه حضور در تیم ملی جوانان ایران را دارد.